# Speocera apo
Speocera apo là một loài nhện trong họ Ochyroceratidae. Loài này phân bố ở Philippines.